# فهرست پرچم‌های ایسلند
در زیر فهرست پرچم‌های مرتبط با ایسلند آورده شده‌است.

## پرچم ملی
| پرچم | تاریخ       | کاربرد            | توضیح                                |
| ---- | ----------- | ----------------- | ------------------------------------ |
|      | ۱۹۴۴ تاکنون | پرچم ملی و قانونی | یک پرچم آبی با صلیب سرخ اسکاندیناوی. |
|      | ۱۹۱۹ تاکنون | پرچم دولت         | نسبت: ۳۷:۱۸                          |

## پرچم دولتی
| پرچم | تاریخ       | کاربرد         | توضیح       |
| ---- | ----------- | -------------- | ----------- |
|      | ۱۹۴۴ تاکنون | پرچم رئیس‌جمهور | نسبت: ۳۷:۱۸ |
|      | ۱۹۴۴ تاکنون | نشان گمرک      |             |

## پرچم نظامی
| پرچم | تاریخ       | کاربرد | توضیح       |
| ---- | ----------- | --- | ----------- |
|      | ۱۹۴۴ تاکنون | پرچم جنگ و نشان نیروی دریایی که توسط گارد ساحلی، سیستم دفاع هوایی ایسلند و واحد واکنش بحران ایسلند به کار گرفته می‌شود. | نسبت: ۳۷:۱۸ |

## پرچم تاریخی
| پرچم | تاریخ       | کاربرد                                    | توضیح                                                              |
| ---- | ----------- | ----------------------------------------- | ------------------------------------------------------------------ |
|      | ۱۸۰۹        | پرچم ایسلند در زمان سلطنت پادشاه جوروندور | سه ماهی سفید در گوشه با زمینه آبی                                  |
|      | ۱۸۵۵-?      | پرچم گردان جزایر وستمن                    | یک صلیب سرخ با زمینه سفید                                          |
|      | در طول ۱۹۱۵ | پرچم دانمارک                              |                                                                    |
|      | ۱۹۱۵–۱۹۴۴   | پرچم ملی ایسلند                           | با پرچم فعلی ایسلند یکسان است فقط رنگ آبی در این پرچم کم‌رنگ‌تر است. |
|      | ۱۹۱۵–۱۹۴۴   | پرچم جنگ و نیروی دریایی ایسلند            | با پرچم فعلی ایسلند یکسان است فقط رنگ آبی در این پرچم کم‌رنگ‌تر است. |
|      | ۱۹۲۱–۱۹۴۴   | پرچم سلطنتی ایسلند                        | نشان شنقار سفید با زمینه آبی                                       |
|      | ۱۹۴۱–۱۹۴۴   | پرچم نایب‌السلطنه ایسلند                   |                                                                    |

## پرچم غیررسمی
| Flag | Date                         | Use               | Description |
| ---- | ---------------------------- | ----------------- | --- |
|      | قرن نوزدهم و اوایل قرن بیستم | پرچم جنبش استقلال | نشان شنقار سفید با زمینه آبی |
|      |                              | پرچم پیشنهادی     | کمیته پرچم در سال ۱۹۱۳ میلادی آن را پیشنهاد داد.                                                                                   |
|      |                              | پرچم جمهوریخواهان | پرچم غیررسمی مورد استفاده جمهوریخواهان در اوایل دهه ۱۹۰۰ بود. این پرچم توسط کمیته پرچم ۱۹۱۳ رد شد زیرا خیلی شبیه به پرچم سوئد بود. |